# منتخب مالطا لهوكي الحقل للرجال
منتخب مالطا لهوكي الحقل للرجال (بالإنجليزية: Malta men's national field hockey team)‏ هو ممثل مالطا الرسمي في المنافسات الدولية في هوكي الحقل
.